# Sci alpino ai IX Giochi olimpici invernali - Discesa libera femminile
Tra le competizioni dello sci alpino ai IX Giochi olimpici invernali di Innsbruck 1964 la discesa libera femminile si disputò giovedì 6 febbraio sulla pista Hoadl di Axamer Lizum; l'austriaca Christl Haas vinse la medaglia d'oro, le sue connazionali Edith Zimmermann e Traudl Hecher rispettivamente quella d'argento e quella di bronzo, valide anche ai fini dei Campionati mondiali di sci alpino 1964.
Detentrice uscente del titolo era la tedesca occidentale Heidi Biebl, che aveva vinto la gara degli VIII Giochi olimpici invernali di Squaw Valley 1960 disputata sulla pista di KT-22 di Squaw Valley precedendo la statunitense Penelope Pitou (medaglia d'argento) e la Hecher (medaglia di bronzo); la campionessa mondiale in carica era la Haas, vincitrice a Chamonix 1962 davanti all'italiana Pia Riva e alla statunitense Barbara Ferries.

## Risultati
| Pos. | Pett. | Atleta                     | Nazione          | Tempo   | Distacco |
| ---- | ----- | -------------------------- | ---------------- | ------- | -------- |
| 1    | 13    | Christl Haas               | Austria          | 1:55,39 |          |
| 2    | 11    | Edith Zimmermann           | Austria          | 1:56,42 | +1,03    |
| 3    | 4     | Traudl Hecher              | Austria          | 1:56,66 | +1,27    |
| 4    | 2     | Heidi Biebl                | Germania         | 1:57,87 | +2,48    |
| 5    | 7     | Barbara Henneberger        | Germania         | 1:58,03 | +2,64    |
| 6    | 1     | Madeleine Bochatay         | Francia          | 1:59,11 | +3,72    |
| 7    | 5     | Nancy Greene               | Canada           | 1:59,23 | +3,84    |
| 8    | 9     | Christine Terraillon       | Francia          | 1:59,66 | +4,27    |
| 9    | 10    | Annie Famose               | Francia          | 1:59,86 | +4,47    |
| 10   | 14    | Marielle Goitschel         | Francia          | 2:00,77 | +5,38    |
| 11   | 28    | Giustina Demetz            | Italia           | 2:01,20 | +5,81    |
| 12   | 20    | Burgl Färbinger            | Germania         | 2:01,23 | +5,84    |
| 13   | 12    | Patricia du Roy de Blicquy | Belgio           | 2:01,41 | +6,02    |
| 14   | 8     | Starr Walton               | Stati Uniti      | 2:01,45 | +6,06    |
| 15   | 21    | Joan Hannah                | Stati Uniti      | 2:01,88 | +6,49    |
| 16   | 45    | Gina Hathorn               | Gran Bretagna    | 2:02,20 | +6,81    |
| 17   | 31    | Heidi Obrecht              | Svizzera         | 2:02,23 | +6,84    |
| 18   | 6     | Pia Riva                   | Italia           | 2:02,25 | +6,86    |
| 19   | 3     | Theres Obrecht             | Svizzera         | 2:02,41 | +7,02    |
| 20   | 17    | Ruth Adolf                 | Svizzera         | 2:02,59 | +7,20    |
| 21   | 23    | Margo Walters              | Stati Uniti      | 2:02,68 | +7,29    |
| 22   | 27    | Edda Kainz                 | Austria          | 2:02,69 | +7,30    |
| 23   | 29    | Heidi Mittermaier          | Germania         | 2:03,05 | +7,66    |
| 24   | 24    | Linda Crutchfield          | Canada           | 2:03,10 | +7,71    |
| 25   | 26    | Lidia Barbieri Sacconaghi  | Italia           | 2:03,38 | +7,99    |
| 26   | 15    | Jean Saubert               | Stati Uniti      | 2:03,79 | +8,40    |
| 27   | 49    | Christine Smith            | Australia        | 2:03,82 | +8,43    |
| 28   | 42    | Karen Dokka                | Canada           | 2:04,04 | +8,65    |
| 29   | 38    | Liv Christiansen           | Norvegia         | 2:04,07 | +8,68    |
| 30   | 44    | Divina Galica              | Gran Bretagna    | 2:04,10 | +8,71    |
| 31   | 41    | Krista Fanedl              | Jugoslavia       | 2:04,22 | +8,83    |
| 31   | 18    | Inge Senoner               | Italia           | 2:04,22 | +8,83    |
| 33   | 22    | Majda Ankele               | Jugoslavia       | 2:04,46 | +9,07    |
| 34   | 25    | Nancy Holland              | Canada           | 2:04,53 | +9,14    |
| 35   | 30    | Tania Heald                | Gran Bretagna    | 2:04,82 | +9,43    |
| 36   | 46    | Dikke Eger                 | Norvegia         | 2:05,10 | +9,71    |
| 37   | 50    | Evgenija Sidorova          | Unione Sovietica | 2:05,19 | +9,80    |
| 38   | 39    | Anna Asheshov              | Gran Bretagna    | 2:05,41 | +10,02   |
| 39   | 40    | Galina Sidorova            | Unione Sovietica | 2:08,32 | +12,93   |
| 40   | 48    | Stalina Korzuchina         | Unione Sovietica | 2:09,28 | +13,89   |
| 41   | 43    | Maria Gąsienica Daniel     | Polonia          | 2:11,75 | +16,36   |
| 42   | 51    | Judy Forras                | Australia        | 2:13,83 | +18,44   |
| 43   | 52    | Ildikó Szendrődi           | Ungheria         | 2:22,22 | +26,83   |
|      | 19    | Fernande Bochatay          | Svizzera         | DNS     | DNS      |

Legenda:

DNS = non partita

Pos. = posizione

Pett. = pettorale
Ore: 13.00 (UTC+1)

Pista: Hoadl

Partenza: 2 175 m s.l.m.

Arrivo: 1 550 m s.l.m.

Lunghezza: 2 450 m

Dislivello: 625 m

Porte: 24

Tracciatore: 